# 紹興路
绍兴路，元朝时设置的路。
南宋绍兴元年（1131年），改越州为绍兴府，元朝改为绍兴路，治所在山阴县、会稽县（今浙江省绍兴市），属江浙行省管辖。辖境相当今浙江省诸暨市以北浦阳江、曹娥江流域和余姚市以北地区。下辖山阴县、会稽县、新昌县、上虞县、萧山县、嵊县、诸暨州、余姚州等州县。明太祖重新改为绍兴府。1912年废除绍兴府。